# Bělorusko na Letních olympijských hrách 2008
Bělorusko na Letních olympijských hrách 2008 v Pekingu reprezentovalo 177 sportovců, z toho 93 mužů a 84 žen. Nejmladším účastníkem byla Anastasiya Ivankova (16 let, 274 dní), nejstarší pak Ellina Zvereva (47 let, 273 dní). Reprezentanti vybojovali 14 medailí, z toho 3 zlaté, 4 stříbrných a 7 bronzových.

## Medailisté
| Medaile | Jméno | Sport              | Disciplína                   |
| ------- | --- | ------------------ | ---------------------------- |
| Zlato   | Andrej Aramnau | vzpírání           | muži do 105 kg               |
| Zlato   | Andrei Bahdanovich Aliaksandr Bahdanovich                                                                             | kanoistika         | muži kánoe C-2 1000 m        |
| Zlato   | Raman Piatrushenka Aliaksei Abalmasau Artur Litvinchuk Vadzim Makhneu                                                 | kanoistika         | muži kajak K-4 1000 m        |
| Stříbro | Vadim Děvjatovskij | atletika           | Muži hod kladivem            |
| Stříbro | Andrej Kravčenko | atletika           | Muži desetiboj               |
| Stříbro | Andrej Rybakou | vzpírání           | muži do 85 kg                |
| Stříbro | Inna Žukovová | moderní gymnastika | ženy víceboj – jednotlivci   |
| Bronz   | Ivan Tichon | atletika           | Muži hod kladivem            |
| Bronz   | Yuliya Bichik Nataliya Gelakh                                                                                         | veslování          | ženy dvojka bez kormidelníka |
| Bronz   | Vadzim Makhneu Raman Piatrushenka                                                                                     | kanoistika         | muži kajak K-2 500 m         |
| Bronz   | Jekatěrina Karstenová                                                                                                 | veslování          | ženy skif                    |
| Bronz   | Murad Gajdarov | zápas              | Muži volný styl do 74 kg     |
| Bronz   | Mikhail Siamionau | zápas              | Muži řecko-římský do 66 kg   |
| Bronz   | Olesja Babuškinová Anastasja Ivankovová Ksenija Sankovičová Zinaida Luninová Glafira Martinovičová Alina Tumilovičová | moderní gymnastika | družstvo žen                 |